# هنريك لوند
هنريك لوند (بالنرويجية: Henrik Louis Lund )‏ (و. 1879 – 1935 م) هو رسام نرويجي، ولد في برغن، توفي في أوسلو، عن عمر يناهز 56 عاماً.